# جنیفر روو
جنیفر روو (به انگلیسی: Jennifer Rowe) (زادهٔ ۱۹۴۸) نویسندهٔ استرالیایی است. بسیاری از داستان‌های او در صدر فهرست پرفروش‌ترین کتابهای کودکان استرالیا قرار دارند. او اولین کتابش (چیزی استثنایی) را در سال ۱۹۸۴ و دومین کتابش (خوک‌ها پرواز می‌کنند) را در سال ۱۹۸۶ چاپ کرد. وی همچنین فیلمنامهٔ فیلم Murder Call را نوشته‌است. در ایران انتشارات افق و انتشارات بنفشه برخی از کتاب‌های این نویسنده را (از جمله مجموعه‌کتاب‌های در جستجوی دلتورا و روون) به فارسی چاپ کرده‌اند.
جنیفر روو، در آثاری که برای کودکان می‌نویسد، از نام مستعار امیلی رودا استفاده می‌کند، اما در آثار معمولی‌اش از نام اصلی خود بهره می‌گیرد.
اثر وی روون است که در چهار جلد (روون پسری از رین، روون و کولی‌ها، روون و نگهبان کریستال، و روون و زباک‌ها است. یکی از معروف‌ترین و پرطرفدارترین کتابهای امیلی رودا مجموعهٔ «دلتورا» است که از سه مجموعه به نامهای در جستجوی دلتورا، سرزمین سایه‌های دلتورا، و اژدهایان دلتورا تشکیل شده‌است.